# Heteronyx pustulosus
Heteronyx pustulosus är en skalbaggsart som beskrevs av Blackburn 1890. Heteronyx pustulosus ingår i släktet Heteronyx och familjen Melolonthidae. Inga underarter finns listade i Catalogue of Life.